# 三田明
三田 明（みた あきら、1947年〈昭和22年〉6月14日 - ）は、日本の歌手、俳優。東京都出身。本名・辻川 潮（つじかわ うしお）。太陽企画所属。
清純な風貌と美声で1960年代を中心にヒットを飛ばした。また、『長七郎江戸日記シリーズ』など時代劇を中心に俳優としても活動している。

## 経歴

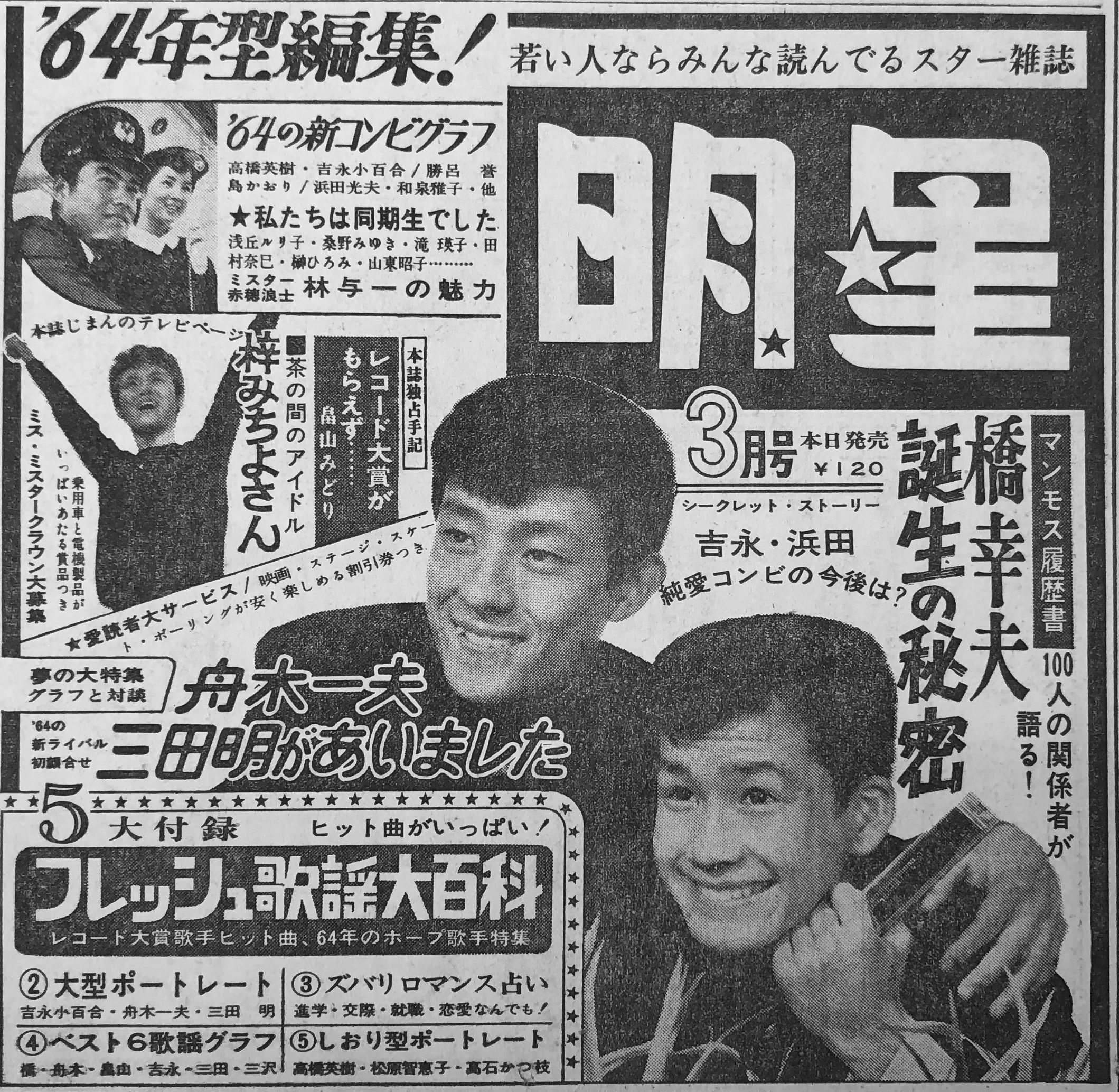
『明星』1964年3月号の新聞広告

1962年、日本テレビ系のオーディション番組『味の素ホイホイ・ミュージック・スクール』で作曲家・吉田正に認められ、芸能界入り。翌1963年に『美しい十代』で日本ビクターから歌手デビューするとともに、さらに翌1964年には同名の映画で映画初主演。同曲は、往時を知る多くの者達に歌い継がれている青春歌謡であり、代表曲である。
御三家（橋幸夫、舟木一夫、西郷輝彦）に比べると後発のイメージがあるが、御三家に劣らず大健闘した。また当時、この3人に彼を加えて「（昭和アイドル）四天王」とも呼ばれた。
全国歌謡ベストテンでは判明しているだけで、15曲以上が1位を獲得している。「美しい十代」「若い港」「高校騎兵隊」「若い二人の心斎橋」「明日は咲こう花咲こう」「泣かせてごめんネ」「アイビー東京」「恋のアメリアッチ」「恋人ジュリー」「恋人の泉」「夕子の涙」「数寄屋橋ブルース」「薔薇の涙」「タートル・ルックのいかす奴」「惜別のワルツ」「太陽のカーニバル」「サロマ湖の空」「あなたの涙」（参考資料：雑誌「ポップス」、新聞「沖縄タイムス」、及び実際の番組聴取による）
1964年から1969年まで6年連続で紅白歌合戦に出場。三島由紀夫は三田のファンであり、昭和天皇について「彼にはエロティシズムを感じない、あんな老人のために死ぬわけにはいかない」とこき下ろした一方、「三田明が天皇だったらいつでも死ぬ」と発言したことがあったという。
1971年に所属事務所である東洋企画が倒産、マネージャーが勝手に三田名義で多額の借金を作り失踪、その返済の為に日本全国への巡業を余儀なくされる。
1972年11月に発生した日本航空351便ハイジャック事件に乗客として、江利チエミらと共に遭遇している。事件発生中に三田は熟睡中で、事件のことを語れず、マスコミから「スチュワーデスと付き合いたい」と、事実無根のことを書かれる。
1970年代、三田を支えていたものとして、バラエティ番組での活躍が挙げられる。もともと「ものまね上手」で知られた三田は自身のショーにも「ものまねコーナー」を作っていたほどだったので、NETテレビの『象印スターものまね大合戦』など、当時全盛の「スターが他のスターの物真似をする番組」では、五木ひろし、森昌子らとともに大賞の常連だった。
1979年12月、自宅火災で顔面に大火傷を負う。再起後はテレビの時代劇の出演が増えていくが、その中には往年のファンにとって観るのも忍びないような純粋な悪党の斬られ役も幾つかあった。
1985年、16歳年下の一般女性と結婚。
2001年、萬成プライムキャピタル証券（現・ばんせい証券）のCMに平安貴族のスタイルで出演。
2004年、第46回日本レコード大賞功労賞を受賞。
2012年10月10日にデビュー50周年を迎えた。
2025年5月26日に徹子の部屋に出演し、その際妻が3年前に病死したことを公表。
妹の夫は元プロ野球選手で、現：福岡ソフトバンクホークス二軍バッテリーコーチの森浩之。

## ディスコグラフィ

### シングル
- 全てビクターからリリース。

| #  | 発売日          | A/B面 | タイトル                              | 作詞           | 作曲             | 編曲                  | 規格品番   |
| -- | --------------- | ----- | ------------------------------------- | -------------- | ---------------- | --------------------- | ---------- |
| 1  | 1963年 10月10日 | A面   | 美しい十代                            | 宮川哲夫       | 吉田正           | 吉田正                | VS-1144    |
| 1  | 1963年 10月10日 | B面   | 千羽鶴                                | 宮川哲夫       | 吉田正           | 吉田正                | VS-1144    |
| 2  | 1963年 11月     | A面   | みんな名もなく貧しいけれど            | 宮川哲夫       | 吉田正           | 吉田正                | VS-1166    |
| 2  | 1963年 11月     | B面   | 湖畔の丘                              | 東次郎         | 吉田正           | 吉田正                | VS-1166    |
| 3  | 1964年 3月      | A面   | 友よ歌おう                            | 宮川哲夫       | 吉田正           | 吉田正                | VS-1184    |
| 3  | 1964年 3月      | B面   | 永遠にかがやくあの星に                | 宮川哲夫       | 吉田正           | 吉田正                | VS-1184    |
| 4  | 1964年 4月      | A面   | 若い港                                | 宮川哲夫       | 吉田正           | 吉田正                | SV-5       |
| 4  | 1964年 4月      | B面   | 初恋の夢                              | 宮川哲夫       | 吉田正           | 吉田正                | SV-5       |
| 5  | 1964年 5月      | A面   | すばらしき級友                        | 佐伯孝夫       | 吉田正           | 吉田正                | SV-23      |
| 5  | 1964年 5月      | B面   | 僕のトランペット                      | 佐伯孝夫       | 吉田正           | 吉田正                | SV-23      |
| 6  | 1964年 5月      | B面   | ごめんねチコちゃん                    | 安部幸子       | 吉田正           | 吉田正                | SV-52      |
| 7  | 1964年 7月      | A面   | 赤い夕陽                              | 宮川哲夫       | 吉田正           | 吉田正                | SV-41      |
| 7  | 1964年 7月      | B面   | 君こそ明日の太陽だ                    | 上羽ひろし     | 吉田正           | 吉田正                | SV-41      |
| 8  | 1964年 8月      | A面   | 高校騎兵隊                            | 川内康範       | 吉田正           | 吉田正                | SV-88      |
| 8  | 1964年 8月      | B面   | 虹は消えても                          | 宮川哲夫       | 吉田正           | 吉田正                | SV-88      |
| 9  | 1964年 10月     | A面   | 君さようなら                          | 宮川哲夫       | 吉田正           | 吉田正                | SV-97      |
| 9  | 1964年 10月     | B面   | 青春作戦                              | 宮川哲夫       | 吉田正           | 吉田正                | SV-97      |
| 10 | 1964年 10月     | A面   | 若い二人の心斎橋                      | 佐伯孝夫       | 吉田正           | 吉田正                | SV-138     |
| 11 | 1964年 11月     | A面   | 安寿と厨子王                          | 宮川哲夫       | 吉田正           | 吉田正                | SV-125     |
| 11 | 1964年 11月     | B面   | 森蘭丸                                | 宮川哲夫       | 吉田正           | 吉田正                | SV-125     |
| 12 | 1964年 11月     | A面   | 美しいあした                          | 宮川哲夫       | 吉田正           | 吉田正                | SV-151     |
| 12 | 1964年 11月     | B面   | 若い坂道                              | 宮川哲夫       | 吉田正           | 吉田正                | SV-151     |
| 13 | 1964年 12月     | A面   | スキー仲間                            | 佐伯孝夫       | 吉田正           | 吉田正                | SV-160     |
| 13 | 1964年 12月     | B面   | あの娘はいない                        | 佐伯孝夫       | 吉田正           | 吉田正                | SV-160     |
| 14 | 1965年 3月      | A面   | 燃ゆる白虎隊                          | 吉川静夫       | 吉田正           | 吉田正                | SV-203     |
| 14 | 1965年 3月      | B面   | 横笛三郎                              | 吉川静夫       | 吉田正           | 吉田正                | SV-203     |
| 15 | 1965年 4月      | A面   | 明日は咲こう花咲こう                  | 西沢爽         | 吉田正           | 吉田正                | SV-231     |
| 16 | 1965年 8月      | A面   | 泣かせてごめんネ                      | 白鳥朝詠       | 吉田正           | 吉田正                | SV-255     |
| 16 | 1965年 8月      | B面   | 高校生活一週間                        | 井上順子       | 吉田正           | 吉田正                | SV-255     |
| 17 | 1965年 10月     | A面   | 僕のそばには君がいる                  | 水島哲         | 吉田正           | 吉田正                | SV-285     |
| 17 | 1965年 10月     | B面   | ひとりぼっちの夜                      | 水島哲         | 吉田正           | 吉田正                | SV-285     |
| 18 | 1965年 11月     | A面   | 若い翼                                | 山上路夫       | 吉田正           | 吉田正                | SV-305     |
| 18 | 1965年 11月     | B面   | 東京で二人                            | 山上路夫       | 吉田正           | 吉田正                | SV-305     |
| 19 | 1965年 12月     | A面   | 美しい恋人たち                        | 宮川哲夫       | 吉田正           | 吉田正                | SV-325     |
| 19 | 1965年 12月     | B面   | 夜の空にはしごをかけて                | 岩谷時子       | 吉田正           | 吉田正                | SV-325     |
| 20 | 1966年 2月      | A面   | 牛若丸                                | 佐伯孝夫       | 吉田正           | 吉田正                | SV-360     |
| 20 | 1966年 2月      | B面   | 花笠娘                                | 佐伯孝夫       | 吉田正           | 吉田正                | SV-360     |
| 21 | 1966年 4月      | A面   | アイビー東京                          | 白鳥朝詠       | 吉田正           | 吉田正                | SV-396     |
| 21 | 1966年 4月      | B面   | 悲しきラブレター                      | 白鳥朝詠       | 吉田正           | 吉田正                | SV-396     |
| 22 | 1966年 6月      | A面   | 悲しいくちづけ                        | 白鳥朝詠       | 吉田正           | 吉田正                | SV-418     |
| 22 | 1966年 6月      | B面   | 今夜の君はすてきだぜ                  | 白鳥朝詠       | 吉田正           | 吉田正                | SV-418     |
| 23 | 1966年 7月      | A面   | 愛の手紙は幾年月                      | 佐伯孝夫       | 吉田正           | 吉田正                | SV-438     |
| 23 | 1966年 7月      | B面   | 愛馬マーチ                            | 佐伯孝夫       | 吉田正           | 吉田正                | SV-438     |
| 24 | 1966年 8月      | A面   | 恋のアメリアッチ                      | 山上路夫       | 吉田正           | 吉田正                | SV-448     |
| 24 | 1966年 8月      | B面   | タッチ・アンド・ゴー                  | 山上路夫       | 吉田正           | 吉田正                | SV-448     |
| 25 | 1966年 9月      | A面   | 山に登って                            | 山上路夫       | 吉田正           | 吉田正                | SV-469     |
| 25 | 1966年 9月      | B面   | 大阪の空の上で                        | 石浜恒夫       | 吉田正           | 吉田正                | SV-469     |
| 26 | 1966年 10月     | A面   | 恋人ジュリー                          | 吉田正         | 吉田正           | 吉田正                | SV-482     |
| 26 | 1966年 10月     | B面   | 青山通り                              | 青山喬         | 吉田正           | 吉田正                | SV-482     |
| 27 | 1967年 2月      | A面   | カリブの花                            | 山上路夫       | 吉田正           | 吉田正                | SV-523     |
| 27 | 1967年 2月      | B面   | 世界の街で恋をしよう                  | 山上路夫       | 吉田正           | 吉田正                | SV-523     |
| 28 | 1967年 5月      | A面   | また逢う日まで                        | 宮川哲夫       | 吉田正           | 吉田正                | SV-560     |
| 28 | 1967年 5月      | B面   | 花を求めて                            | 山上路夫       | 吉田正           | 吉田正                | SV-560     |
| 29 | 1967年 6月      | B面   | 思い出のレコード                      | 佐伯孝夫       | 吉田正           | 吉田正                | SV-571     |
| 30 | 1967年 7月      | A面   | 恋人の泉                              | 水島哲         | 吉田正           | 吉田正                | SV-586     |
| 30 | 1967年 7月      | B面   | 海の道                                | 水島哲         | 吉田正           | 吉田正                | SV-586     |
| 31 | 1967年 9月      | A面   | 夕子の涙                              | 吉田正         | 吉田正           | 吉田正                | SV-612     |
| 31 | 1967年 9月      | B面   | 今夜は早く帰ろうね                    | 井田誠一       | 吉田正           | 吉田正                | SV-612     |
| 32 | 1967年 11月     | A面   | ブルー・シャンペン                    | 川内康範       | 吉田正           | 吉田正                | SV-646     |
| 32 | 1967年 11月     | B面   | 恋よりつよい愛を見た                  | 川内康範       | 吉田正           | 吉田正                | SV-646     |
| 33 | 1968年 1月      | A面   | 数寄屋橋ブルース                      | 佐伯孝夫       | 吉田正           | 吉田正                | SV-657     |
| 33 | 1968年 1月      | B面   | 星と貝がら                            | 佐伯孝夫       | 吉田正           | 吉田正                | SV-657     |
| 34 | 1968年 3月      | A面   | 初恋こいさん                          | 石浜恒夫       | 吉田正           | 吉田正                | SV-673     |
| 34 | 1968年 3月      | B面   | 大阪ナイト                            | 石浜恒夫       | 吉田正           | 吉田正                | SV-673     |
| 35 | 1968年 4月      | A面   | 薔薇の涙                              | 水島哲         | 吉田正           | 吉田正                | SV-697     |
| 35 | 1968年 4月      | B面   | 愛の誓い                              | 水島哲         | 吉田正           | 吉田正                | SV-697     |
| 36 | 1968年 7月      | A面   | 真珠の恋人                            | 佐伯孝夫       | 吉田正           | 吉田正                | SV-724     |
| 36 | 1968年 7月      | B面   | 夜霧の36階                            | 佐伯孝夫       | 吉田正           | 吉田正                | SV-724     |
| 37 | 1968年 9月      | A面   | ナイト・イン六本木                    | 橋本淳         | 吉田正           | 吉田正                | SV-745     |
| 37 | 1968年 9月      | B面   | 純愛のバラード                        | 橋本淳         | 吉田正           | 吉田正                | SV-745     |
| 38 | 1968年 10月     | A面   | 街に泉があった                        | 岩谷時子       | 吉田正           | 吉田正                | SV-754     |
| 38 | 1968年 10月     | B面   | 裏町天使                              | 吉田正         | 吉田正           | 吉田正                | SV-754     |
| 39 | 1969年 1月      | A面   | タートル・ルックのいかす奴            | 東次郎         | 吉田正           | 吉田正                | SV-788     |
| 39 | 1969年 1月      | B面   | あなたの横顔                          | 橋本淳         | 吉田正           | 吉田正                | SV-788     |
| 40 | 1969年 3月      | A面   | 惜別のワルツ                          | 山上路夫       | 吉田正           | 吉田正                | SV-824     |
| 40 | 1969年 3月      | B面   | 神秘な恋                              | 山上路夫       | 吉田正           | 吉田正                | SV-824     |
| 41 | 1969年 6月      | A面   | 太陽のカーニバル                      | 山上路夫       | 吉田正           | 吉田正                | SV-846     |
| 41 | 1969年 6月      | B面   | 鎌倉の夜                              | 山上路夫       | 吉田正           | 吉田正                | SV-846     |
| 42 | 1969年 9月      | A面   | サロマ湖の空                          | 山上路夫       | 吉田正           | 吉田正                | SV-882     |
| 42 | 1969年 9月      | B面   | おしゃれな季節                        | 吉田正         | 吉田正           | 吉田正                | SV-882     |
| 43 | 1970年 1月      | A面   | あなたの涙                            | なかにし礼     | 吉田正           | 寺岡真三              | SV-916     |
| 43 | 1970年 1月      | B面   | 帰っておいで                          | なかにし礼     | 吉田正           | 吉田正                | SV-916     |
| 44 | 1970年 3月      | A面   | 涙と微笑み                            | 橋本淳         | 吉田正           | 吉田正                | SV-2004    |
| 44 | 1970年 3月      | B面   | 美少女                                | 橋本淳         | 吉田正           | 筒美京平              | SV-2004    |
| 45 | 1970年 7月      | A面   | ふれあい                              | 阿久悠         | すぎやまこういち | すぎやまこういち      | SV-2051    |
| 45 | 1970年 7月      | B面   | 誰もこの愛とめられない                | 阿久悠         | すぎやまこういち | 有明春樹              | SV-2051    |
| 46 | 1970年 10月     | A面   | 振り返ってみたけれど                  | 山口洋子       | 藤本卓也         | 船木謙一              | SV-2085    |
| 46 | 1970年 10月     | B面   | 愛の残り火                            | みやざきみきお | 藤本卓也         | 船木謙一              | SV-2085    |
| 47 | 1971年 2月      | A面   | よけりゃ死ぬまでついてこい            | 川内康範       | 曽根幸明         | 曽根幸明              | SV-2119    |
| 47 | 1971年 2月      | B面   | 純愛                                  | 川内康範       | 曽根幸明         | 曽根幸明              | SV-2119    |
| 48 | 1971年 4月      | A面   | しのび泣き                            | 宮川哲夫       | 渡久地政信       | 近藤進                | SV-2142    |
| 48 | 1971年 4月      | B面   | 別れの霧笛                            | 宮川哲夫       | 渡久地政信       | 近藤進                | SV-2142    |
| 49 | 1971年 7月      | A面   | 愛があれば                            | 佐伯孝夫       | 曽根幸明         | 曽根幸明              | SV-2175    |
| 49 | 1971年 7月      | B面   | 風のワルツ                            | 佐伯孝夫       | 猪俣公章         | 寺岡真三              | SV-2175    |
| 50 | 1971年 10月     | A面   | 運命と云うのはたやすいが              | 阿久悠         | 鈴木庸一         | 竹村次郎              | SV-2199    |
| 50 | 1971年 10月     | B面   | 生きてる奴の遺書                      | 宮川哲夫       | 中村泰士         | 小杉仁三              | SV-2199    |
| 51 | 1972年 1月      | A面   | さよならした長崎                      | 有馬三恵子     | 植田嘉靖         | 高田弘                | SV-2225    |
| 51 | 1972年 1月      | B面   | 大事にしたい人だから                  | 山口あかり     | 曽根幸明         | 曽根幸明              | SV-2225    |
| 52 | 1972年 6月      | A面   | 太陽の恋人たち                        | 阿久悠         | 吉田正           | 吉田正                | SV-2271    |
| 52 | 1972年 6月      | B面   | 朝やけに愛をこめて                    | 阿久悠         | 吉田正           | 吉田正                | SV-2271    |
| 53 | 1972年 10月     | A面   | 来た道・寄り道・帰り道                | 千家和也       | 馬飼野俊一       | 馬飼野俊一            | SV-2298    |
| 53 | 1972年 10月     | B面   | 夜行列車                              | 千家和也       | 馬飼野俊一       | 馬飼野俊一            | SV-2298    |
| 54 | 1973年 3月      | A面   | 並木の雨                              | 千家和也       | 鈴木淳           | 近藤進                | SV-2326    |
| 54 | 1973年 3月      | B面   | 君は倖せかい                          | 千家和也       | 馬飼野俊一       | 馬飼野俊一            | SV-2326    |
| 55 | 1973年 9月      | A面   | 赤毛のおんな                          | 千家和也       | 吉田正           | 近藤進                | SV-2374    |
| 55 | 1973年 9月      | B面   | 東京ラブロマン                        | 千家和也       | 吉田正           | 近藤進                | SV-2374    |
| 56 | 1973年 12月     | A面   | 戻っておくれ                          | 吉田旺         | 鈴木淳           | 近藤進                | SV-2394    |
| 56 | 1973年 12月     | B面   | あなたは火の鳥                        | 岡田冨美子     | 森田公一         | 竜崎孝路              | SV-2394    |
| 57 | 1974年 5月      | A面   | ほおずき・うそつき                    | 喜多條忠       | 吉田正           | 寺岡真三              | SV-2413    |
| 57 | 1974年 5月      | B面   | 旅の空                                | 千家和也       | 吉田正           | 寺岡真三              | SV-2413    |
| 58 | 1974年 8月      | A面   | あのころ                              | 千家和也       | 馬飼野康二       | 馬飼野康二            | SV-2431    |
| 58 | 1974年 8月      | B面   | 北国慕情                              | たかたかし     | 石井由紀夫       | 船木謙一              | SV-2431    |
| 59 | 1975年 1月      | A面   | 孤独の部屋                            | たかたかし     | 三木たかし       | 三木たかし            | SV-2464    |
| 59 | 1975年 1月      | B面   | ふたりの過去                          | たかたかし     | 三木たかし       | 三木たかし            | SV-2464    |
| 60 | 1975年 7月      | A面   | いい人ならばいいけれど                | 山口洋子       | 中村泰士         | 近藤進                | SV-2495    |
| 60 | 1975年 7月      | B面   | 思いやり                              | 山口洋子       | 中村泰士         | 近藤進                | SV-2495    |
| 61 | 1976年 1月      | A面   | 心がさむい                            | 中村泰士       | 中村泰士         | ボブ佐久間            | SV-2519    |
| 61 | 1976年 1月      | B面   | 死んでもいい                          | 石原信一       | 中村泰士         | ボブ佐久間            | SV-2519    |
| 62 | 1976年 7月      | A面   | さよならの向こうで                    | 喜多條忠       | 浜圭介           | 馬飼野俊一            | SV-6031    |
| 62 | 1976年 7月      | B面   | 星影の二人                            | 鳥井実         | 浜圭介           | 馬飼野俊一            | SV-6031    |
| 63 | 1977年 5月      | A面   | 五月のバラ                            | なかにし礼     | 川口真           | 川上了                | SV-6224    |
| 63 | 1977年 5月      | B面   | わかれの季節                          | 宇山清太郎     | 野村豊           | 川上了                | SV-6224    |
| 64 | 1978年 2月      | A面   | 悲しみに乾杯                          | なかにし礼     | 水谷公生         | 佐藤準                | SV-6364    |
| 64 | 1978年 2月      | B面   | 春の風                                | なかにし礼     | 水谷公生         | 佐藤準                | SV-6364    |
| 65 | 1980年 4月      | A面   | いい人ならばいいけれど                | 山口洋子       | 中村泰士         | 竜崎孝路              | SV-6704    |
| 65 | 1980年 4月      | B面   | 二人のみなと町                        | 山口洋子       | 中村泰士         | 竜崎孝路              | SV-6704    |
| 66 | 1981年 5月      | A面   | 雨のわかれ                            | ゆうき詩子     | 四方章人         | 近藤進                | SV-7115    |
| 66 | 1981年 5月      | B面   | 戻っておいで                          | ゆうき詩子     | 四方章人         | 近藤進                | SV-7115    |
| 67 | 1985年 1月1日   | A面   | ふられ癖                              | 荒木とよひさ   | 吉田正           | 吉田正                | SV-7461    |
| 67 | 1985年 1月1日   | B面   | 心のおまえ                            | 荒木とよひさ   | 吉田正           | 吉田正                | SV-7461    |
| 68 | 1986年 11月21日 | A面   | ひなげし慕情                          | 門井八郎       | 吉田正           | 吉田正                | SV-9187    |
| 68 | 1986年 11月21日 | B面   | 砂丘                                  | 西沢爽         | 吉田正           | 吉田正                | SV-9187    |
| 69 | 1990年 7月21日  | 01    | アカシアは咲いた                      | 池田充男       | 吉田正           | 吉田正                | VIDL-10047 |
| 69 | 1990年 7月21日  | 02    | 泣くんじゃないぜ                      | 池田充男       | 吉田正           | 吉田正                | VIDL-10047 |
| 70 | 1993年 6月23日  | 01    | 妻を恋うる唄                          | 岩谷時子       | 吉田正           | 高田弘                | VIDL-10359 |
| 70 | 1993年 6月23日  | 02    | ラブ・レター                          | 佐伯孝夫       | 吉田正           | 荒木圭男              | VIDL-10359 |
| 71 | 1999年 7月23日  | 01    | しあわせの法則                        | うえだもみじ   | 三木たかし       | 若草恵                | VIDL-30438 |
| 71 | 1999年 7月23日  | 02    | 酔い潰れてるそこの女へ                | うえだもみじ   | 三木たかし       | 鳥井浩隆              | VIDL-30438 |
| 72 | 2003年 5月21日  | 01    | 青春という名の旅人                    | 荒木とよひさ   | 三木たかし       | 神尾修                | VICL-35490 |
| 72 | 2003年 5月21日  | 02    | ハンカチ                              | 荒木とよひさ   | 三木たかし       | 神尾修                | VICL-35490 |
| 72 | 2003年 5月21日  | 03    | 赤毛のおんな                          | 千家和也       | 吉田正           | 吉田正                | VICL-35490 |
| 73 | 2006年 2月22日  | 01    | しあわせ追いかけて                    | 橋本淳         | 吉田正           | 大沢可直              | VICL-35962 |
| 73 | 2006年 2月22日  | 02    | 僕のそばには君がいる (Jazz ver.)      | 水島哲         | 吉田正           | 杉村俊博              | VICL-35962 |
| 74 | 2009年 5月20日  | 01    | 美しい時代をもう一度                  | 紙中礼子       | 武市昌久         | 伊戸のりお            | VICL-36504 |
| 74 | 2009年 5月20日  | 02    | 愛は終わらない                        | 友利歩未       | 樋口義高         | 伊戸のりお            | VICL-36504 |
| 74 | 2009年 5月20日  | 03    | 君にありがとう                        | 明煌           | 明煌             | 伊戸のりお            | VICL-36504 |
| 75 | 2011年 3月16日  | 01    | 北のなごり駅                          | 高畠じゅん子   | 中川博之         | 伊戸のりお            | VICL-36635 |
| 75 | 2011年 3月16日  | 02    | 再会                                  | 佐伯孝夫       | 吉田正           | 伊戸のりお            | VICL-36635 |
| 76 | 2013年 2月20日  | 01    | 君に似た女                            | 田久保真見     | 幸耕平           | 矢野立美              | VICL-36756 |
| 76 | 2013年 2月20日  | 02    | 君を離さない                          | さわだすずこ   | 福家菊雄         | 福家菊雄              | VICL-36756 |
| 76 | 2013年 2月20日  | 03    | 月の港ボルドー                        | 田久保真見     | 福家菊雄         | 福家菊雄              | VICL-36756 |
| 77 | 2015年 5月27日  | 01    | 演歌みたいな夜ですね                  | 喜多條忠       | 浜圭介           | 萩田光雄              | VICL-37057 |
| 77 | 2015年 5月27日  | 02    | 君にありがとう 〜エルダーバージョン〜 | 明煌           | 明煌             | 伊戸のりお            | VICL-37057 |
| 78 | 2017年 6月14日  | 01    | こんな俺でよければ                    | 数丘夕彦       | 武市昌久         | 新田高史              | VICL-37269 |
| 78 | 2017年 6月14日  | 02    | 気のいい男                            | 下田卓         | Jazzy-KANAI      | カンザス シティバンド | VICL-37269 |
| 79 | 2020年 2月19日  | 01    | 母さんの手                            | もりちよこ     | 明煌             | 新田高史              | VICL-37521 |
| 79 | 2020年 2月19日  | 02    | あるがままに行こうじゃないか          | もりちよこ     | 福島康之         | 下田卓                | VICL-37521 |

委託製作盤
▪恋の陣馬高原 (1969年、PRB-5044)
　作詞　:　井田誠一　　作曲　:　吉田正　　　　　　　　　　　　　　　　　　　　　　　　　　　　　　　　
- 輝けメナード（1980年、17VP-2063）
  - 作詞：中村修子、作曲：吉田正、編曲：寺岡真三
- 哀愁の裏筑波　( 1984年 )　(茨城県真壁町合併30周年記念)　　　　　　　　　　　作詞　:　臼井ひさし　　作曲　:　稲毛康人　　編曲　:　押尾　司

### アルバム

#### オリジナル・アルバム
1. 雲にのりたい（1969年）
2. 白樺の小径（1970年）
3. 三田明 ワールド・ヒット・アルバム（1971年9月）
4. 来た道・寄り道・帰り道（1973年）
5. 望郷 三田明演歌の世界（1974年）
6. ほおずき・うそつき（1974年）
7. 辻馬車幻燈（1976年）
8. CD　「心の出発(たびだち)」(1993.6.23)
9. CD　「三田　明　五十周年記念アルバム」(2012.10.10)

◆ ビクター　芸術祭参加作品
　▪ 昭和45年度芸術祭参加　「道をひらく～新しい人生を歌う～」(SJX-56)　12曲のうち3曲
　　◈「椿姫」　　◈  「さまざま」　◈  「風の記憶」
　▪ 昭和48年度芸術祭参加　「戦国の武将」(SJX-155) 10曲のうち3曲
　　◈ 絶頂　徳川家康　◈ 夢のあと　石田三成　◈ 友情　上杉謙信

#### ライヴ・アルバム
1. 三田明 リサイタル（1968年）
2. 三田明リサイタル　(1973年)　[11年への出発]

### タイアップ
| 年     | 楽曲               | タイアップ                             |
| ------ | ------------------ | -------------------------------------- |
| 1965年 | 美しいあした       | フジテレビ系ドラマ「美しい明日」主題歌 |
| 1965年 | 燃ゆる白虎隊       | TBS系ドラマ「燃ゆる白虎隊」主題歌      |
| 1966年 | 大阪の空の上で     | 朝日放送テレビ・大阪タワーの歌         |
| 1968年 | 街に泉があった     | 映画「街に泉があった」主題歌           |
| 1980年 | 輝けメナード       | メナード化粧品・社歌                   |
| 1999年 | しあわせの法則     | 萬成プライムキャピタル証券・CMソング   |
| 2003年 | 青春という名の旅人 | 萬成プライムキャピタル証券・CMソング   |

## 著書
- 三田明の手相百発百中（1996年、たちばな出版）

## 主な出演

### 映画
- 美しい十代（1964年、日活）
- 明日の夢があふれてる（1964年、松竹）
- 明日は咲こう花咲こう（1965年、日活）
- 恋する年ごろ（1966年、松竹）
- 恋人の泉（1967年、松竹）
- 街に泉があった（1968年、東宝）
- 東京⇔パリ 青春の条件（1970年、松竹）
- 刑事物語3 潮騒の詩（1984年、東宝）

### テレビドラマ
- みんなでスコール（1964年、NTV）
- 美しい明日 （1965年、CX）
- 燃ゆる白虎隊 （1965年、TBS）- 梶原和馬
- あゝ忠臣蔵（1969年、KTV） - 大石主税 役
- スコッチョ大旅行 （1971年、ABC）
- 初春寄席賑 （1973年、MBS）
- 銭形平次（CX）
  - 第401話「往くも還るも地獄道」（1974年） - 半次 役
  - 第888話「ああ十手ひとすじ!!八百八十八番大手柄 さらば我らの平次よ永遠に」（1984年） - 福田屋多吉 役
- せい子宙太郎－忍宿借夫婦巷談（1977年 TBS）
- 彫師伊之助捕物覚え（1982年、CX）
- 斬り捨て御免! PART3 第20話「女ねずみが天井裏で鳴く」（1982年、12ch） - 庄五郎 役[注釈 9]
- 松平右近事件帳 第33話「妻恋しぐれ」（1982年、NTV） - 仁吉 役
- 新春ワイド時代劇 「寛永御前試合」（1983年、ANB） - 徳川家光 役
- 時代劇スペシャル「岡っ引どぶIV」（1983年、CX） - 卯太郎 役
- 新・松平右近 第17話「浮世絵女の怨み唄」（1983年、NTV） - 兼吉 役[注釈 10]
- シリーズ・水曜の女「ひと夏の復讐」（1983年、MBS）
- 大岡越前 第7部 第16話「見合い相手は殺人鬼」（1983年8月8日、TBS・C.A.L） - 圭助
- 長七郎江戸日記（1983年〜1988年、日本テレビ / ユニオン映画） - 沢木兵庫(そば屋の六) 役
- 年末時代劇スペシャル 「忠臣蔵」（1985年、NTV） - 倉橋伝助 役
- 水戸黄門 第17部 第17話「黄門様のおしのび指南・松山」（1987年12月21日、TBS・C.A.L） -  伊予松山藩主 松平定直 役

### CM出演
- ダリヤトニックシャンプー（ダリヤ、1972年 - 1973年）イメージキャラクターとして、テレビCM・雑誌広告（『週刊プレイボーイ』『平凡パンチ』など）・新聞広告に登場した。

### その他
- 象印スターものまね大合戦（NET）
- 音楽クイズ・セクションフォー（東海テレビ、1977年 - ）
- 森田一義アワー 笑っていいとも!（フジテレビ、1982年10月 - 1983年3月 ※水曜日担当）
- ライオンのごきげんよう（フジテレビ）
- 午後は○○おもいッきりテレビ（日本テレビ、2002年 - ）
- 田舎に泊まろう!（テレビ東京、2007年）
- 独占!金曜日の告白スペシャル（フジテレビ、2008年6月27日）
- おもいッきりDON!（日本テレビ、2009年4月24日）
- NHK歌謡コンサート（NHK、2010年3月2日）
- 木曜8時のコンサート〜名曲!にっぽんの歌〜（テレビ東京）
- BS日本のうた（BSプレミアム）
- 武田鉄矢の昭和は輝いていた（BSテレ東テレビ、2021年11月19日）

## NHK紅白歌合戦出場歴
| 年度/放送回               | 回 | 曲目               | 出演順 | 対戦相手      | 備考           |
| ------------------------- | -- | ------------------ | ------ | ------------- | -------------- |
| 1964年（昭和39年）/第15回 | 初 | ごめんねチコちゃん | 06/25  | 九重佑三子    |                |
| 1965年（昭和40年）/第16回 | 2  | 若い翼             | 11/25  | 伊東ゆかり    |                |
| 1966年（昭和41年）/第17回 | 3  | 恋人ジュリー       | 18/25  | 都はるみ      |                |
| 1967年（昭和42年）/第18回 | 4  | 夕子の涙           | 06/23  | 梓みちよ      |                |
| 1968年（昭和43年）/第19回 | 5  | バラの涙           | 01/23  | 都はるみ（2） | トップバッター |
| 1969年（昭和44年）/第20回 | 6  | サロマ湖の空       | 07/23  | 水前寺清子    |                |